# Атлас Доротея Генріховна
Доротея Генріховна Атлас (1874 — після 1930) — історик Одеси.

## Життєпис
Доротея Атлас народилася 15 січня 1874 року у родині австрійсько-підданих юдейського віросповідання. Початкову освіту отримала вдома. 
У 1886 році вступила до Одеської Маріїнської жіночої гімназії, яку закінчила у 1892 році зі званням домашньої наставниці з правом викладати арифметику, історію, географію. З 1892 протягом 11 років безперервно викладала у школах Одеської навчальної округи. Відстоювала принципи гармонійного виховання, застосування міждисциплінарних зв'язків.
В 1903—1909 роках навчалась на мовному відділенні Одеських вищих жіночих курсів, а з 1909 року — на юридичному факультеті Імператорського Новоросійського університету, який закінчила у 1912 році.
У 1917—1918 роках очолювала товариство старих курсисток Одеських вищих жіночих курсів, організовувала лекції. Головний вплив на формування її історіографічних  інтересів мав професор Іван Линниченко. За його ініціативи та його коштом були видані два випуски «Трудов слушательниц Одеських висших женских курсов», де були надруковані перші роботи Атлас, читані нею раніше як доповіді на семінарах Линниченка.
Продовжуючи викладати у загальноосвітній школі (зокрема у гімназії К. Пашковської), протягом 1911—1916 років Атлас брала активну участь у роботі Одеського бібліографічного товариства при Новоросійському університеті (входила до ревізійної комісії, читала доповіді краєзнавчого та педагогічного змісту). У 1913 році видала брошуру, в якій засуджувала справу БейлісаРазом із Линниченко взяла учать у розробці та популяризації проекту заснування музею історії Одеси. 
У 1917 році була однією з популяризаторок ідеї заснування в Одесі Народного університету. В 1923—1924 роках брала участь у роботі Одеської комісії краєзнавства при Всеукраїнської академії наук, планувала дослідити історію Молдаванки. Однак головним чином зосередилась на роботі у трудовій школі та масових бібліотеках Одеси.
У 1929 році працювала директоркою трудової школи № 65. Доротея Атлас гостро критикувалась в пресі за те, що прищеплювала дітям загальнолюдські цінності, повагу до класиків літератури, а не догматів марксизму, атеїзму та його проповідників. ЇЇ погляди були названі «толстовськими».
Померла не раніше 1930 року.

## Науковий доробок
Студії Доротеї Атлас були присвячені історії Одеси, Росії, проблемам педагогіки та джерелознавству. Загалом доробок історика складається не менше ніж з 33 робіт. Одною з перших в Одесі вона наголошувала на необхідності викладання краєзнавства у середній школі. Написала перший підручник для середніх шкіл з історії Одеси, який відзначався лаконічністю, доступністю, чіткою та логічною структурою, ілюстративністю. Оригінальним був її метод проведення анкетувань серед учнівства для з'ясування рівня знань з історії Одеси. Для праць Атлас з історії Одеси були властиві художність викладу, увага до народного побуту та пісень, розгляд історії Хаджибея як передісторії Одеси. Відводила належне місце українському етносу у заснуванні та розбудові міста, що не помічають, а часом заперечують деякі сучасні краєзнавці.
Матеріали з історії Одеси часто оприлюднювала на сторінках провідних одеських газет «Одесские новости» и «Одесский листок». Однією з перших докладно висвітлила боротьбу серед урядовців щодо заснування порту та міста на узбережжі Чорного моря. Прагнула не так до науковості, як до виховання місцевого патріотизму. Це призводило до певної ідеалізації осіб — засновників міста. Однак у «легкому стилі» була і сильна сторона її праць, адже саме вони, а не «важкі» наукові студії, сприяли формуванню міфу про «Південну Пальміру», входили до кола читання більшості освічених одеситів. Як джерелознавиця проаналізувала декілька документів дипломатії XVIII ст., звернувши увагу на події пов'язані з історією Південної України, зібрала спогади студентів та курсисток про проф. О. Павловського, упорядкувала особистий архів проф. О. Маркевича. На сьогодні основні праці Доротеї Атлас широко відомі серед краєзнавців, а двічі перевидана наприкінці ХХ — на початку ХХІ ст. «Старая Одесса» є своєрідним бібліографічним брендом для всіх, хто хоче ознайомитись з одним з найславетніших міст України.

### Публікації
- Джемс Гаррис, его дипломатическая миссия и письма из России // Труды слушательниц Одесских  высших женских курсов. — Т. 1. — Вып. 1. — Одесса, 1910;
- Дневник французского дипломата Мари-Даниэля де Кобероне // Старая Одесса, ее друзья и недруги // Труды слушательниц Одесских высших женских курсов.— Т. 1. — Вып. ІІ. — Одесса, 1911. - С. 157 - 270.
- Старая Одесса в русской литературе (1820-1840-е гг.) // Известия Одесского библиографического общества. – Т. 1. – Вып. 2. – 1911. – С. 39-58.
- Старая Одесса в русской литературе п.п. ХІХ ст. // Известия Одесского библиографического общества. – Т. 1. – 1912. – С. 39-56.
- Учебная книжка «Одесса». Руководство для учащихся в низших и средних учебных заведениях. — Одесса, 1915—1916. - 27 с.